# William Neil Eschmeyer
William Neil Eschmeyer, né le 11 février 1939 à Knoxville, Tennessee et décédé le 30 décembre 2024,), également connu sous le nom de Bill Eschmeyer,, est un ichtyologiste américain. Il est le fondateur et développeur de la base de données et de l'ouvrage de référence Catalog of Fishes, hébergé par l'Académie des sciences de Californie et disponible à la fois en ligne et en version imprimée.
Il est conservateur émérite à l'Académie des sciences de Californie, San Francisco, Californie, et chercheur associé au Florida Museum of Natural History, Gainesville, Floride.

## Hommages
Les espèces suivantes sont nommées en son honneur, :
- Trachyscorpia eschmeyeri Whitley, 1970 ;
- Rhinopias eschmeyeri Condé, 1977 (Poisson-scorpion d'Eschmeyer, Rhinopias d'Eschmeyer) ;
- Apteronotus eschmeyeri de Santana, Maldonado-Ocampo, Severi & Mendes, 2004 ;
- Scorpaenopsis eschmeyeri J. E. Randall & D. W. Greenfield, 2004 ;
- Phenacoscorpius eschmeyeri Parin & Mandritsa, 1992.

Ainsi que le genre Eschmeyer Poss & Springer, 1983 et la famille Eschmeyeridae Mandrytsa, 2001.